# University of West London
Die University of West London (UWL), vormals: Thames Valley University (TVU), ist eine britische staatliche Universität mit Campus in Ealing, Brentford und Berkshire im Westen von London.

## Geschichte
1860 wurde die Lady Byron School gegründet, später erfolgte eine Umbenennung zum Ealing College of Higher Education und schloss sich Anfang der 1990er Jahre mit dem Thames Valley College of Higher Education, dem London College of Music und dem Queen Charlotte’s College of Health Care Studies zur Polytechnic of West London zusammen. 1992 erhielt sie als Thames Valley University (TVU) offiziell Universitätsstatus. Im Laufe der Jahre wurden weitere Bildungseinrichtungen wie die Northwick Park School of Nursing, das Riverside College of Nursing, das North West Thames Regional Health Authority's AIDS Unit, das Berkshire College of Nursing and Midwifery sowie das Reading College and School of Art and Design in die TVU integriert. Nach Zustimmung des Privy Council's wurde im April 2011 der Name offiziell in University of West London geändert, um der Universität ein internationaleres Profil zu geben und um auf den Standort West London aufmerksam zu machen. Im Mai 2011 wurde Laurence Gellar als neuer Kanzler vereidigt, der selbst ein Absolvent der Universität war.
Ende 2011 schloss man die Campus in Reading und Slough und konzentriert sich seither auf die Standorte in West London.

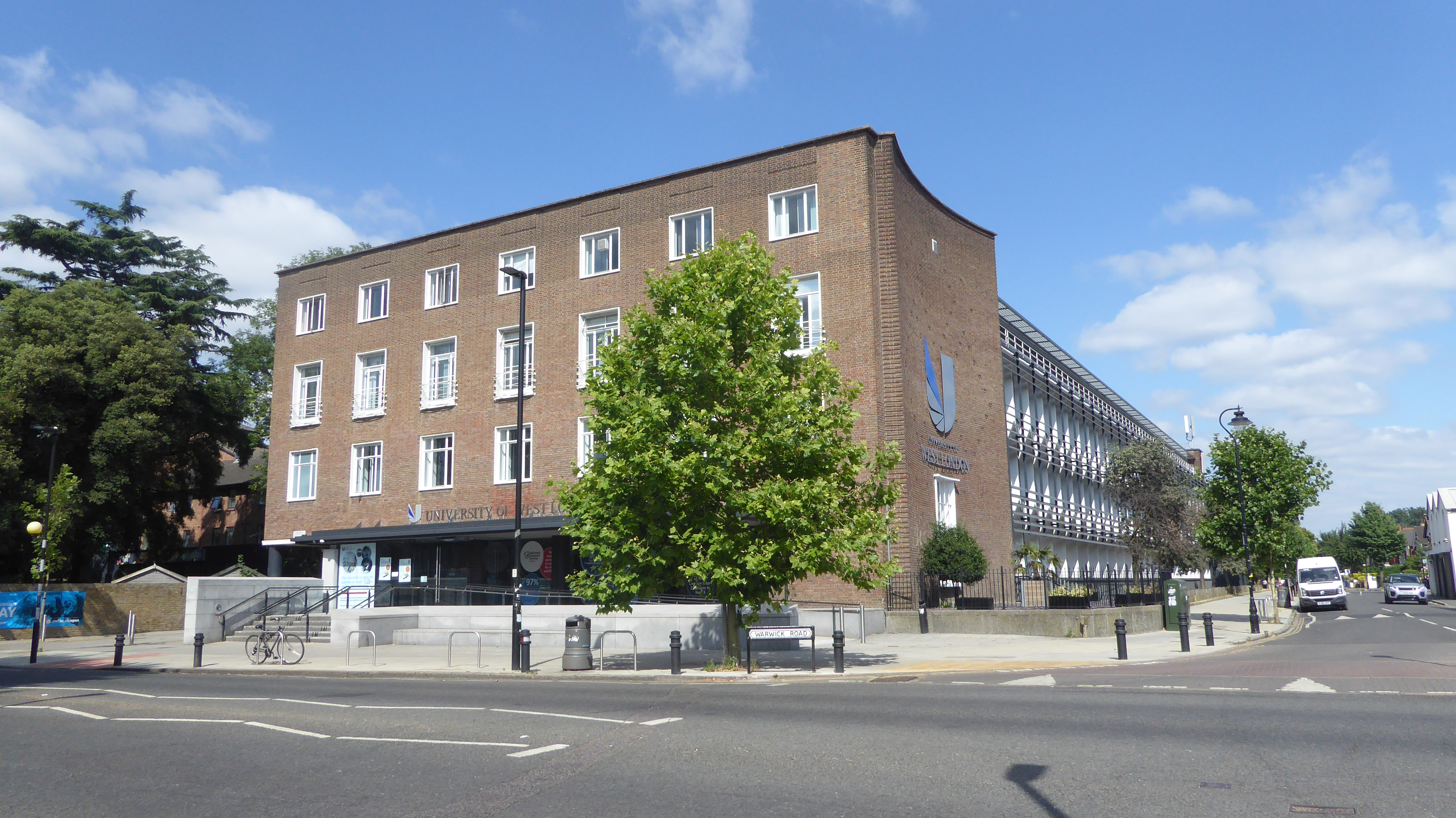
Gebäude der Universität am Standort in Ealing

## Organisation
Die UWL hat ein weltweites Alumni-Netzwerk von über 45.000 Mitgliedern, organisiert in der „West London Students' Union“ (WLSU).
Es existieren folgende Fakultäten (schools):
- Ealing School of Art, Design and Media
- London College of Music
- School of Psychology, Social Work and Human Sciences
- College of Nursing, Midwifery and Healthcare
- West London Business School
- Ealing Law School
- School of Computing and Engineering
- London School of Hospitality and Tourism

## Rankings
Im Ranking 2013 der britischen Tageszeitung The Guardian belegt die UWL Platz 68 von 124 britischen Universitäten, im Ranking der Complete University Guide 2011 führt die Universität auf Rang 95 von 116.

## Sonstiges
Die Universität verfügt über ein eigenes Studentenwohnheim (Paragon), angeschlossen an den Standort in Brentford, welches 839 Studenten Platz bietet. Ein Shuttle-Service verbindet den Campus Brentford mit den Standorten in Ealing. Von der Anzahl der Studenten ist die UWL die größte Universität des Vereinigten Königreichs, allerdings ist ein Großteil an Teilzeit- und Abendkursen eingeschrieben. Die Universität setzt verschärft auf die Zusammenarbeit mit Partnerunternehmen in der Wirtschaft und bietet in vielen Kursen ein (einjähriges) Praktikum an.

## Zahlen zu den Studierenden
Von den 11.985 Studenten des Studienjahrens 2019/2020 nannten sich 7.185 weiblich (59,9 %) und 4.750 männlich (39,6 %). 9.085 Studierende kamen aus England, 60 aus Schottland, 95 aus Wales, 30 aus Nordirland, 1.410 aus der EU und 1.295 aus dem Nicht-EU-Ausland. 9.815 der Studierenden strebten 2019/2020 ihren ersten Studienabschluss an, sie waren also undergraduates. 2.170 arbeiteten auf einen weiteren Abschluss hin, sie waren postgraduates. Davon arbeiteten 160 in der Forschung.